# Liste der Monuments historiques in Villiers-Couture
Die Liste der Monuments historiques in Villiers-Couture führt die Monuments historiques in der französischen Gemeinde Villiers-Couture auf.

## Liste der Bauwerke
| Bezeichnung       | Beschreibung              | Standort | Kennzeichnung | Schutzstatus | Datum | Bild           |
| ----------------- | ------------------------- | -------- | ------------- | ------------ | ----- | -------------- |
| Kirche St-Hilaire | Erbaut im 11. Jahrhundert | (Lage)   | PA00105302    | Inscrit      | 1969  | weitere Bilder |

## Liste der Objekte
Zum Verständnis siehe: Kirchenausstattung
| Bezeichnung                | Beschreibung                                                              | Standort                        | Kennzeichnung | Schutzstatus | Datum | Bild |
| -------------------------- | ------------------------------------------------------------------------- | ------------------------------- | ------------- | ------------ | ----- | ---- |
| Skulptur                   | Sockel eines Weihwasserbeckens; Stein, vermutlich aus dem 15. Jahrhundert | in der Kirche St-Hilaire (Lage) | PM17001405    | Inscrit      | 1984  |      |
| Kapitell (Nr. 1)           | Stein, 12. Jahrhundert                                                    | in der Kirche St-Hilaire (Lage) | PM17001406    | Inscrit      | 1984  |      |
| Kapitell (Nr. 2)           | Stein, 14. Jahrhundert                                                    | in der Kirche St-Hilaire (Lage) | PM17001407    | Inscrit      | 1984  |      |
| Tabernakel des Hauptaltars | Holz, farbig gefasst, 18. Jahrhundert                                     | in der Kirche St-Hilaire (Lage) | PM17001489    | Inscrit      | 1985  |      |
| Vier Altarleuchter         | Holz, 18. Jahrhundert                                                     | in der Kirche St-Hilaire (Lage) | PM17001490    | Inscrit      | 1985  |      |